# 68a Mostra Internacional de Cinema de Venècia
La 68a Mostra Internacional de Cinema de Venècia va tenir lloc del 31 d'agost al 10 de setembre de 2011. El president del jurat va ser el director estatunidenc Darren Aronofsky. L'actor i director estatunidenc Al Pacino fou presentat al Premi Jaeger-LeCoultre Glory to the Filmmaker el 4 de setembre, abans de la première de la seva nova pel·lícula Wilde Salomé. Marco Bellocchio va rebre el Lleó d'Or per la seva carrera el setembre. El festival va obrir amb la pel·lícula estatunidenca The Ides of March, dirigida per George Clooney, i va tancar amb Damsels in Distress de Whit Stillman.

## Jurats
El jurat de la Mostra de 2011 va estar format per:
Competició principal (Venezia 68)
- Darren Aronofsky, director estatunidenc, president
- Eija-Liisa Ahtila, cineasta i artista visual finlandès
- David Byrne, músic britànic
- Todd Haynes, director estatunidenc
- Mario Martone, director italià
- Alba Rohrwacher, actriu italiana
- André Téchiné, director francès

Horitzons (Orizzonti)
- Jia Zhangke, director xinès, president
- Stuart Comer, British Curator of Film al Tate Modern
- Odile Decq, arquitecta francesa
- Marianne Khoury, directora egípcia
- Jacopo Quadri, editor de cinema italià

Controcampo Italiano
- Stefano Incerti, escriptor italià, president
- Aureliano Amadei, actor italià
- Cristiana Capotondi, actriu italiana

Opera Prima (Premi Venècia al film debutant)
- Carlo Mazzacurati, director italià, president
- Aleksei Fedortxenko, director rus
- Fred Roos, productor estatunidenc
- Charles Tesson, Director artístic francès de la Setmana Internacional de la Crítica al Festival Internacional de Cinema de Canes
- Serra Yilmaz, actriu turca

## Selecció oficial

### En competició
Les següents pel·lícules foren seleccionades per competir pel Lleó d'Or:
| Títol original              | Director(s)                        | País de producció                  |
| --------------------------- | ---------------------------------- | ---------------------------------- |
| 4:44 Last Day on Earth      | Abel Ferrara                       | Estats Units                       |
| Alpis (Άλπεις)              | Yorgos Lanthimos                   | Grècia                             |
| Un été brûlant              | Philippe Garrel                    | França                             |
| Carnage                     | Roman Polanski                     | França, Alemanya, Espanya, Polònia |
| Poulet aux prunes           | Marjane Satrapi, Vincent Paronnaud | França, Bèlgica, Alemanya          |
| A Dangerous Method          | David Cronenberg                   | Alemanya, Canadà                   |
| Dark Horse                  | Todd Solondz                       | Estats Units                       |
| Hahithalfut                 | Eran Kolirin                       | Israel, Alemanya                   |
| Faust (Фауст)               | Alexander Sokurov                  | Rússia                             |
| Himizu (ヒミズ)             | Sion Sono                          | Japó                               |
| The Ides of March           | George Clooney                     | Estats Units                       |
| Killer Joe                  | William Friedkin                   | Estats Units                       |
| L'Ultimo Terrestre          | Gipi                               | Itàlia                             |
| Dyut ming gam (奪命金)      | Johnnie To                         | Hong Kong                          |
| Ren shan ren hai (人山人海) | Cai Shangjun                       | R.P. de la Xina, Hong Kong         |
| Seediq Bale (賽德克·巴萊)   | Wei Te-sheng                       | Taiwan                             |
| Shame                       | Steve McQueen                      | Regne Unit                         |
| Taojie (桃姐)               | Ann Hui                            | Hong Kong                          |
| Terraferma                  | Emanuele Crialese                  | Itàlia                             |
| Texas Killing Fields        | Ami Canaan Mann                    | Estats Units                       |
| Tinker Tailor Soldier Spy   | Tomas Alfredson                    | Regne Unit, França                 |
| Quando la notte             | Cristina Comencini                 | Itàlia                             |
| Wuthering Heights           | Andrea Arnold                      | Regne Unit                         |

Títol il·luminat indica guanyador del Lleó d'Or.

### Fora de competició
Les següents pel·lícules foren exhibides "fora de competició":
| Pel·lícules                                        | Pel·lícules                                                  | Pel·lícules                                      | Pel·lícules |
| Títol original                                     | Director(s)                                                  | País de producció                                |             |
| -------------------------------------------------- | ------------------------------------------------------------ | ------------------------------------------------ | ----------- |
| La Folie Almayer                                   | Chantal Akerman                                              | França, Bèlgica                                  |             |
| Alois Nebel                                        | Tomáš Luňák                                                  | Txèquia, Alemanya                                |             |
| Il Villaggio di Cartone                            | Ermanno Olmi                                                 | Itàlia                                           |             |
| Contagion                                          | Steven Soderbergh                                            | Estats Units                                     |             |
| La Désintégration                                  | Philippe Faucon                                              | Bèlgica                                          |             |
| EVA                                                | Kike Maíllo                                                  | Espanya, França                                  |             |
| La clé des champs                                  | Claude Nuridsany, Marie Pérennou                             | França                                           |             |
| Vivan las Antipodas! (documental)                  | Victor Kossakovsky                                           | Alemanya, Argentina, Països Baixos, Xile, Rússia |             |
| The Moth Diaries                                   | Mary Harron                                                  | Canadà, Irlanda                                  |             |
| Scossa                                             | Francesco Maselli, Carlo Lizzani, Ugo Gregoretti, Nino Russo | Itàlia                                           |             |
| Bai she chuan shuo                                 | Ching Siu-tung                                               | R.P. de la Xina, Hong Kong                       |             |
| Giochi d'estate                                    | Rolando Colla                                                | Suïssa, Itàlia                                   |             |
| Tahrir 2011: The Good, the Bad, and the Politician | Tamer Ezzat, Ahmad Abdalla, Ayten Amin, Amr Salama           | Egipte                                           |             |
| Rabitto horâ 3D                                    | Takashi Shimizu                                              | Japó                                             |             |
| Damsels in Distress                                | Whit Stillman                                                | Estats Units                                     |             |
| W.E                                                | Madonna                                                      | Regne Unit                                       |             |
| Wilde Salomé                                       | Al Pacino                                                    | Estats Units                                     |             |

| Curtmetratges                               | Curtmetratges | Curtmetratges                 | Curtmetratges |
| Títol                                       | Durada        | Director(s)                   | País          |
| ------------------------------------------- | ------------- | ----------------------------- | ------------- |
| The End                                     | 3.5 min.      | Collectif Abounaddara         | Síria         |
| Vanguard                                    | 1.5 min.      | Collectif Abounaddara         | Síria         |
| Evolution (Megaplex)                        | 10 min.       | Marco Brambilla               | Estats Units  |
| Marco Bellocchio, Venezia 2011 (documental) | 11 min.       | Pietro Marcello               | Itàlia        |
| La meditazione di Hayez                     | 6 min.        | Mario Martone                 | Itàlia        |
| Joule                                       | 23 min.       | David Zamagni, Nadia Ranocchi | Itàlia        |
| Spell. The Hypnotist Dog                    | 20 min.       | David Zamagni, Nadia Ranocchi | Itàlia        |
| Spell. Suite                                | ~             | David Zamagni, Nadia Ranocchi | Itàlia        |

| Esdeveniments especials               | Esdeveniments especials        | Esdeveniments especials            | Esdeveniments especials |
| Títol                                 | Ocasió                         | Director(s)                        | País de producció       |
| ------------------------------------- | ------------------------------ | ---------------------------------- | ----------------------- |
| Diana Vreeland: The Eye Has to Travel |                                | Lisa Immordino Vreeland            | Estats Units            |
| Don't Expect too Much                 | Nicholas Ray 1911-2011         | Susan Ray                          | Estats Units            |
| Duvidha                               | Mani Kaul: 25.12.1944-6.7.2011 | Mani Kaul                          | Índia                   |
| Nel nome del padre                    | Lleó d'Or a tota una vida      | Marco Bellocchio                   | Itàlia                  |
| India: Matri Bhumi                    | Rossellini Ritrovato           | Roberto Rossellini                 | Itàlia                  |
| Mildred Pierce                        | Tribut a Todd Haynes           | Todd Haynes                        | Estats Units            |
| Questa storia qua                     |                                | Alessandro Paris, Sibylle Righetti | Itàlia                  |
| We Can't Go Home Again                | Nicholas Ray 1911-2011         | Nicholas Ray                       | Estats Units            |

### Horitzons
Les següents pel·lícules foren seleccionades per la secció Horitzons (Orizzonti):
| Pel·lícules                      | Pel·lícules                              | Pel·lícules               | Pel·lícules |
| Títol original                   | Director(s)                              | País de producció         |             |
| -------------------------------- | ---------------------------------------- | ------------------------- | ----------- |
| Anhe Ghore Da Daan               | Gurvinder Singh                          | Índia                     |             |
| L'Oiseau                         | Yves Caumon                              | França                    |             |
| Cut                              | Amir Naderi                              | Japó                      |             |
| Die Herde des Herrn              | Romuald Karmakar                         | Alemanya                  |             |
| Hail                             | Amiel Courtin-Wilson                     | Austràlia                 |             |
| Hollywood Talkies                | Óscar Pérez, Mia de Ribot                | Espanya                   |             |
| Le petit poucet                  | Marina de Van                            | França                    |             |
| L'envahisseur                    | Nicolas Provost                          | Bèlgica                   |             |
| Kotoko                           | Shinya Tsukamoto                         | Japó                      |             |
| Amore Carne                      | Pippo Delbono                            | Itàlia, Suïssa            |             |
| Lung Neaw Visits His Neighbours  | Rirkrit Tiravanija                       | Tailàndia, Mèxic          |             |
| Nocturnos                        | Edgardo Cozarinsky                       | Argentina                 |             |
| O le tulafale                    | Tusi Tamasese                            | Nova Zelanda, Samoa       |             |
| Tae peang phu deaw               | Kongdej Jaturanrasmee                    | Tailàndia                 |             |
| Photographic Memory              | Ross McElwee                             | Estats Units, França      |             |
| Sal (aka Sal Mineo: A Biography) | James Franco                             | Estats Units              |             |
| Shock Head Soul                  | Simon Pummel                             | Països Baixos, Regne Unit |             |
| Jool-tak-dong-si                 | Kim Kyung-mook                           | Corea del Sud             |             |
| Verano                           | José Luis Torres Leiva                   | Xile                      |             |
| Cisne                            | Teresa Villaverde                        | Portugal                  |             |
| Girimunho                        | Helvécio Marins, Jr., Clarissa Campolina | Brasil, Espanya, Alemanya |             |
| Wokou de zongji                  | Xu Haofeng                               | R.P. de la Xina           |             |
| Two Years at Sea                 | Ben Rivers                               | Regne Unit                |             |
| Whores' Glory                    | Michael Glawogger                        | Àustria, Alemanya         |             |
| Would You Have Sex with an Arab? | Yolande Zauberman                        | França                    |             |

| Mig i curtmetratges                              | Mig i curtmetratges | Mig i curtmetratges                    | Mig i curtmetratges          |
| Títol                                            | Durada              | Director(s)                            | País                         |
| ------------------------------------------------ | ------------------- | -------------------------------------- | ---------------------------- |
| 663114                                           | 8 min               | Isamu Hirabayashi                      | Japó                         |
| Accidentes gloriosos                             | 58 min              | Mauro Andrizzi, Marcus Lindeen         | Suècia, Dinamarca, Argentina |
| All the Lines Flow Out                           | 21 min              | Charles Lim Yi Yong                    | Singapur                     |
| Black Mirror at the National Gallery             | 7 min               | Mark Lewis                             | Canadà                       |
| Conference: Notes on Film 05                     | 8 min               | Norbert Pfaffenbichler                 | Àustria                      |
| Dialogischer Abrieb                              | 19 min              | Yves Netzhammer                        | Suïssa                       |
| Sonchidi                                         | 55 min              | Amit Dutta                             | Índia                        |
| Hypercrisis                                      | 17 min              | Josef Dabernig                         | Àustria                      |
| In attesa dell'avvento                           | 20 min              | Felice D'Agostino, Arturo Lavorato     | Itàlia                       |
| Iz Tokio                                         | 11 min              | Aleksej German, Jr.                    | Rússia                       |
| Late and Deep                                    | ~                   | Devin Horan                            | Noruega                      |
| Louyre – This Our Still Life                     | 7 min               | Andrew Kötting                         | Regne Unit                   |
| Meteor                                           | 15 min              | Christoph Girardet, Matthias Müller    | Alemanya                     |
| Miss Candace Hilligoss' Flickering Halo          | 13 min              | Fabio Scacchioloi, Vincenzo Core       | Itàlia                       |
| Modern N° 2                                      | 5 min               | Mirai Mizue                            | Japó                         |
| Movimenti di un tempo impossible                 | 8 min               | Flatform                               | Itàlia                       |
| Moving Stories                                   | 7 min               | Nicolas Provost                        | Bèlgica                      |
| Notes sur nos voyages en Russie 1989-1990        | 15 min              | Yervant Gianikian, Angela Ricci-Lucchi | Itàlia                       |
| Palácios de pena                                 | 59 min              | Gabriel Abrantes, Daniel Schmidt       | Portugal                     |
| Parabeton - Pier Luigi Nervi und Römischer Beton | 100 min             | Heinz Emigholz                         | Alemanya                     |
| Passing Through the Night                        | ~                   | Wattanapume Laisuwanchai               | Tailàndia                    |
| Piattaforma Luna                                 | 25 min              | Yuri Ancarini                          | Itàlia                       |
| River Rites                                      | 11 min              | Ben Russell                            | Estats Units                 |
| Snow Canon                                       | 34 min              | Mati Diop                              | França                       |
| Start                                            | 24 min              | Mattias Gustafsson                     | Suècia                       |
| Hadinat al shams                                 | 11 min              | Ammar Al-Beik                          | Síria                        |
| The Tracks of My Tears 2                         | 14 min              | Axel Petersén                          | Suècia                       |

| Esdeveniments especials | Esdeveniments especials           | Esdeveniments especials | Esdeveniments especials |
| Títol original          | Director(s)                       | País de producció       |                         |
| ----------------------- | --------------------------------- | ----------------------- | ----------------------- |
| Marian Ilmestys         | Eija-Liisa Ahtila                 | Finlàndia               |                         |
| Birmingemskiy ornament  | Andrei Silvestrov, Yuri Leiderman | Rússia                  |                         |
| Siglo ng pagluluwal     | Lav Diaz                          | Filipines               |                         |
| Monkey Sandwich         | Wim Vandekeybus                   | Bèlgica, França         |                         |
| Il silenzio di Pelesjan | Pietro Marcello                   | Itàlia                  |                         |

Títol il·luminat indica el guanyador del premi Orizzonti als mig i curtmetratges.

### Controcampo Italiano
En aquesta secció es van projectar les següents pel·lícules, que representen "noves tendències del cinema italià".
En competició
| Pel·lícules de ficció    |                                         |
| Títol                    | Director(s)                             |
| ------------------------ | --------------------------------------- |
| Scialla!                 | Francesco Bruni                         |
| Maternity Blues          | Fabrizio Cattani                        |
| Qualche nuvola           | Saverio Di Biagio                       |
| L'arrivo di Wang         | Antonio i Marco Manetti (Manetti bros.) |
| Cose dell'altro mondo    | Francesco Patierno                      |
| Cavalli                  | Michele Rho                             |
| Tutta colpa della musica | Ricky Tognazzi                          |

| Documentals      |                           |
| Títol            | Director(s)               |
| ---------------- | ------------------------- |
| Black Block      | Carlo Augusto Bachschmidt |
| Piazza Garibaldi | Davide Ferrario           |
| Pugni chiusi     | Fiorella Infascelli       |
| Out of Tehran    | Monica Maggioni           |
| Pasta nera       | Alessandro Piva           |
| Quiproquo        | Elisabetta Sgarbi         |

| Curtmetratges                       |                         |
| Títol                               | Director(s)             |
| ----------------------------------- | ----------------------- |
| Il maestro                          | Maria Grazia Cucinotta  |
| A chjàna                            | Jonas Carpignano        |
| Alice                               | Roberto De Paolis       |
| The Cricket                         | Stefano Lorenzi         |
| Eco da luogo colpito                | Carlo Michele Scririnzi |
| Prove per un naufragio della parola | Elisabetta Sgarbi       |
| My Name is Sid                      | Giovanni Virgilio       |

Fora de competició
| Títol                                                                 | Descripció             | Director(s)                                         |
| --------------------------------------------------------------------- | ---------------------- | --------------------------------------------------- |
| Io Sono. Storie di Schiavitù                                          | Documental             | Barbara Cupisti                                     |
| Caldo grigio, caldo nero                                              | Documental             | Marco Dentici                                       |
| Rudolf Jacobs, l'uomo che nacque morendo                              | docu-ficció            | Luigi M. Faccini                                    |
| Andata e ritorno (Presentat com a "treball en progrés")               | documental migmetratge | Donatella Finocchiaro                               |
| Dai nostri inviati – La RAI racconta la Mostra del cinema 1968 – 1979 | documental migmetratge | Giuseppe Gianotti, Enrico Salvatori, Davide Savelli |
| Pivano Blues. Sulla strada di Nanda                                   | Documental             | Teresa Marchesi                                     |
| Schuberth – L'atelier della dolce vita                                | documental migmetratge | Antonello Sarno                                     |
| Hollywood Invasion                                                    | documental migmetratge | Marco Spagnoli                                      |
| Un foglio bianco                                                      | Documental             | Maurizio Zaccaro                                    |

## Seccions autònomes

### Setmana de la Crítica del Festival de Cinema de Venècia
Les següents pel·lícules foren exhibides com en competició per la 26a Setmana de la Crítica:
| En competició                | En competició      | En competició                      | En competició |
| Títol                        | Director(s)        | País de producció                  |               |
| ---------------------------- | ------------------ | ---------------------------------- | ------------- |
| El Campo                     | Hernán Belón       | Argentina                          |               |
| La Terre outragée            | Michale Boganim    | França, Alemanya, Polònia, Ucraïna |               |
| Là-bas: Educazione criminale | Guido Lombardi     | Itàlia                             |               |
| Louise Wimmer                | Cyril Mennegun     | França                             |               |
| El Lenguaje de los Machetes  | Kyzza Terrazas     | Mèxic                              |               |
| Totem                        | Jessica Krummacher | Alemanya                           |               |
| Marécages                    | Guy Édoin          | Canadà                             |               |

| Esdeveniments especials – Fora de Competició | Esdeveniments especials – Fora de Competició | Esdeveniments especials – Fora de Competició | Esdeveniments especials – Fora de Competició |
| Títol                                        | Director(s)                                  | País de producció                            |                                              |
| -------------------------------------------- | -------------------------------------------- | -------------------------------------------- | -------------------------------------------- |
| Missione di Pace                             | Francesco Lagi                               | Itàlia                                       |                                              |
| Stockholm Östra                              | Simon Kaijser da Silva                       | Suècia                                       |                                              |

| Esdeveniment especial en col·laboració amb Dies de Venècia | Esdeveniment especial en col·laboració amb Dies de Venècia | Esdeveniment especial en col·laboració amb Dies de Venècia | Esdeveniment especial en col·laboració amb Dies de Venècia |
| ---------------------------------------------------------- | ---------------------------------------------------------- | ---------------------------------------------------------- | ---------------------------------------------------------- |
| Voi Siete Qui                                              | Francesco Matera                                           | Itàlia                                                     |                                                            |

### Dies de Venècia
Les següents pel·lícules foren seleccionades per la 7a edició de la secció autònoma Dies de Venècia (Giornate Degli Autori). Els res nominats pel Premi Lux del Parlament Europeu de 2011 foren exhibits com a part d'aquesta secció.
| En competició                             | En competició      | En competició                                 | En competició |
| Títol                                     | Director(s)        | País de producció                             |               |
| ----------------------------------------- | ------------------ | --------------------------------------------- | ------------- |
| Toutes nos envies                         | Philippe Lioret    | França                                        |               |
| Another Silence                           | Santiago Amigorena | França, Canadà, Brasil, Argentina             |               |
| Di là del vetro (curt)                    | Andrea di Bari     | Itàlia                                        |               |
| Café de Flore                             | Jean-Marc Vallée   | Canadà, França                                |               |
| Histórias que Só Existem Quando Lembradas | Julia Murat        | Brasil, França                                |               |
| Présumé coupable                          | Vincent Garenq     | França                                        |               |
| Habibi Rasak Kharban                      | Susan Youssef      | Palestina, Emirats Àrabs Units, Països Baixos |               |
| Hiver dernier                             | John Shank         | Bèlgica, França                               |               |
| Love and Bruises                          | Lou Ye             | França                                        |               |
| Ki                                        | Ladzek Dawid       | Polònia                                       |               |
| Ruggine                                   | Daniele Gaglianone | Itàlia                                        |               |
| Io sono Li                                | Andrea Segre       | Itàlia, França                                |               |
| Portret v sumerkakh                       | Angelina Nikonova  | Rússia                                        |               |

| Esdeveniments especials    | Esdeveniments especials | Esdeveniments especials | Esdeveniments especials |
| Títol                      | Director(s)             | País de producció       |                         |
| -------------------------- | ----------------------- | ----------------------- | ----------------------- |
| Crazy Horse                | Frederick Wiseman       | França, USA             |                         |
| Cuba Nell'Epoca di Obama   | Gianni Minà             | Itàlia                  |                         |
| Der Kaiser von Kalifornien | Luis Trenker            | Alemanya                |                         |
| Edut                       | Shlomi Elkabetz         | Israel                  |                         |

| Espai Obert                  | Espai Obert                         | Espai Obert          | Espai Obert |
| Títol                        | Director(s)                         | País de producció    |             |
| ---------------------------- | ----------------------------------- | -------------------- | ----------- |
| La Penna di Hemingway (curt) | Renzo Carbonera                     | Itàlia               |             |
| Hit the Road, Nonna          | Duccio Chiarini                     | Itàlia               |             |
| Mundial olvidado             | Lorenzo Garzella, Filippo Macelloni | Itàlia, Argentina    |             |
| Radici                       | Carlo Luglio                        | Itàlia               |             |
| Più come un artista          | Elisabetta Pandimiglio              | Itàlia               |             |
| Dietro il buio               | Giorgio Pressburger                 | Itàlia               |             |
| Valdagno, Arizona            | Pyoor                               | Itàlia, Estats Units |             |

| Premi Lux                | Premi Lux              | Premi Lux         | Premi Lux |
| Títol                    | Director(s)            | País de producció |           |
| ------------------------ | ---------------------- | ----------------- | --------- |
| Attenberg                | Athina Rachel Tsangari | Grècia            |           |
| The Snows of Kilimanjaro | Robert Guédiguian      | França            |           |
| Play                     | Ruben Östlund          | Suècia            |           |

## Premis

### Selecció oficial
Els premis concedits en la 68a edició foren:
En Competició (Venezia 68)
- Lleó d'Or: Faust
- Lleó d'Argent al millor director: Cai Shangjun, per Ren shan ren hai
- Premi Especial del Jurat: Terraferma d'Emanuele Crialese
- Copa Volpi al millor actor: Michael Fassbender, per Shame
- Copa Volpi a la millor actriu: Deanie Ip, per Taojie
- Premi Marcello Mastroianni al millor actor o actriu emergent: Shōta Sometani i Fumi Nikaidō per Himizu
- Osella a la millor fotografia: Robbie Ryan per Wuthering Heights
- Osella al millor guió: Yorgos Lanthimos i Efthimis Filippou per Alpis

Horitzons (Orizzonti)
- Premi Horitzons: Kotoko de Shinya Tsukamoto ( Japó)
- Premi Especial del Jurat Horitzons: Whores' Glory de Michael Glawogger ( Àustria,  Alemanya)
- Premi Horitzons al migmetratge: Accidentes Gloriosos de Mauro Andrizzi i Marcus Lindeen ( Suècia,  Dinamarca,  Alemanya)
- Premi Horitzons al curtmetratge: In attesa dell'avvento de Felice D'Agostino i Arturo Lavorato ( Itàlia)

Mencions especials: 
O Le Tulafale de Tusi Tamasese ( Nova Zelanda,  Samoa)
All The Lines Flow Out de Charles LIM Yi Yong ( Singapur)
Controcampo Italiano
- Millor pel·lícula: Scialla! de Francesco Bruni
- Millor cortmetratge: A Chjàna de Jonas Carpignano
- Millor documental: Pugni chiusi de Fiorella Infascelli

Mencions especials: 
Black Block (documental) de Carlo Augusto Bachschmidt
Francescosco Di Giacomo (fotografia) per Pugni chiusi
Premis especials
- Lleó d'Or a la carrera: Marco Bellocchio
- Premi Jaeger-LeCoultre Glory to the Filmmaker: Al Pacino
- Premi Persol 3D a la millor pel·lícula creativa estereoscòpica: Zapruder Filmmakers Group (David Zamagni, Nadia Ranocchi & Monaldo Moretti)
- Premi L'Oréal Paris pel Cinema: Nicole Grimaudo

### Seccions autònomes
Els següents premis oficials i col·laterals foren concedits a pel·lícules de les seccions autònomes:
Setmana dels Crítics de Cinema Internacional de Venècia
- Lleó del Futur

Premi "Luigi de Laurentis" a la pel·lícula de debut: Là-bas de Guido Lombardi
- Premi de l'Audiència de la Setmana de la Crítica: Là-bas de Guido Lombardi

Dies de Venècia (Giornati degli Autori)
- Premi Label Europa Cinemas: Présumé coupable de Vincent Garenq
- Premi Lina Mangiacapre: Io sono Li d'Andrea Segre
- Premi Laterna Magica: Io sono Li d'Andrea Segre
- Premi FEDIC: Io sono Li d'Andrea Segre

### Altres premis col·laterals
Els següents premis col·laterals foren concedits a pel·lícules de la selecció oficial:
- Premi FIPRESCI:[34]
  - Millor pel·lícula (Competició principal): Shame de Steve McQueen
  - Millor pel·lícula (Horitzons): Two Years at Sea de Ben Rivers
- Premi SIGNIS: Faust d'Alexander Sokurov

Menció especial: Una vida simple (Tao jie) de Ann Hui
- Premi Francesco Pasinetti (SNGCI):
  - Millor pel·lícula: Terraferma d'Emanuele Crialese
  - Millor Debut (o Menció especial): L'Ultimo Terrestre de Gian Alfonso Pacinotti
- Premi Cicae: O le tulafale de Tusi Tamasese (Horizons)
- Premi Leoncino d'oro Agiscuola: Carnage de Roman Polanski
  - Premi Cinema per UNICEF: Terraferma d'Emanuele Crialese
- Premi C.I.C.T. UNESCO Enrico Fulchignoni: Tahrir 2011: The Good, the Bad, and the Politician de Tamer Ezzat, Ahmad Abdalla, Ayten Amin, Amr Salama fora de competició)
- Premi Nazareno Taddei: Una vida simple d'Ann Hui
- Premi CinemAvvenire - Millor pel·lícula: Shame de Steve McQueen
  - Millor pel·lícula – Premi Il cerchio non è rotondo: O le tulafale de Tusi Tamasese
- Equal Opportunity Award: A Simple Life de Ann Hui
- Future Film Festival Digital Award: Faust de Alexander Sokurov

Menció especial: Kotoko de Shinya Tsukamoto
- Premi Gianni Astrei: Una vida simple d'Ann Hui
- Premi Brian: The Ides of March de George Clooney
- Premi Lleó Queer: Wilde Salomé d'Al Pacino (fora de competició)
- Premi Lina Mangiacapre - Menció especial: Maternity Blues de Fabrizio Cattani (Controcampo Italiano)
- Premi AIF Forfilmfest: Scialla! de Francesco Bruni (Controcampo Italiano)
- Premi Biografilm Lancia: Black Block de Carlo Augusto Bachschmidt (Controcampo Italiano)
- Premi Fundació Mimmo Rotella: L'Ultimo Terrestre de Gian Alfonso Pacinotti

Menció especial: Pasta nera d'Alessandro Piva (Controcampo Italiano)
- Golden Mouse: Killer Joe de William Friedkin
- Premio Open: Marco Müller